# Simeón Soler
Simeón Soler Pérez, detto Simonet (Madrid, 28 agosto 1932 – 28 gennaio 2013), è stato un calciatore spagnolo di ruolo difensore.

## Palmarès

### Club

#### Competizioni nazionali
- Segunda División spagnola: 1

Real Valladolid: 1958-1959
Córdoba:1961-1962